# Braciolette alla messinese
Le braciolette alla messinese (in dialetto: braciuletti, braciuleddi o bracioli ), conosciute anche come braciolettine o braciole alla messinese, sono degli involtini a base di carne di manzo, tipici di Messina e provincia ma diffusi anche nel resto della Sicilia.

## Preparazione
Le braciolette vengono preparate con delle fettine di carne simili, per spessore, a quelle del carpaccio (a Messina il taglio di carne usato per le braciolette è detto "a braciola", il magatello), che vengono immerse in un intingolo di olio d'oliva, sale e pepe; poi sono predisposte a involtino e quindi cotte, possibilmente alla brace come indica il nome.
Una volta tolte dall'intingolo, le fettine di carne vengono adagiate su un piano e cosparse di pangrattato abbrustolito in padella, aglio, prezzemolo e caciocavallo (o un formaggio a pasta filata); quindi vengono  arrotolate fino a formare dei cilindretti, che possono avere o meno una seconda panatura esterna,  che  vengono infilzati in spiedini di legno o ferro in gruppi di 5 o 7.
Alcune macellerie propongono varianti con panatura al pistacchio o al pecorino.
Vengono poi cotte sulla griglia o in padella (senza olio) e spesso sono condite con il salmoriglio.

## Diffusione
Le braciolette si sono diffuse rapidamente in tutta la Sicilia, dove possono essere acquistate in macellerie, mercati, fiere e chioschi, o, ormai, anche nei supermercati; una parte degli esercizi però non tostano il pane all'interno per comodità, stravolgendo così la ricetta. Nella città di Messina le braciolette vengono vendute anche già cotte da venditori ambulanti.
Recentemente anche alcuni ristoranti "siciliani" in grandi città italiane come Roma e Milano hanno iniziato a proporle nei loro menù ma non hanno riscontrato un elevato successo, anche a causa delle modifiche alla ricetta, come la cottura in forno o la non tostatura del pangrattato, lo scarso impiego di aglio (se non addirittura la mancanza), di prezzemolo o addirittura del formaggio,  tutti ingredienti che sono fondamentali per ritenere che si tratti di "braciolette alla messinese".